# Miroslav Janů
Miroslav Janů (8. listopadu 1959, Praha, Československo – 24. ledna 2013, Surabaja, Indonésie) byl český fotbalista, obránce/záložník a fotbalový trenér. Byl dvakrát ženatý, měl tři děti, zemřel na infarkt.

## Fotbalová kariéra
Začínal na Střeleckém ostrově v Dynamu České Budějovice, hrál zde od žáčků po dorost, ligovou kariéru začal za Slávii Praha. Působil také v sousedním vršovickém klubu, v Bohemians Praha, kde v roce 1993 ukončil hráčskou kariéru. Mezitím si ale vyzkoušel i zahraniční angažmá, kam odešel společně s Jaroslavem Netoličkou a Miloslavem Denkem. Hrál po dvě sezóny v Malajsii za klub Sabah FA. Mezitím si na chviličku odskočil vypomoct na pár zápasů tehdejší třetiligové Viktorii Žižkov.
V české a československé lize odehrál 240 utkání a dal 5 gólů. Byl členem olympijské reprezentace v kvalifikaci na OH 1988, na které se tým neprobojoval. V dresu olympijské reprezentace se objevil poprvé v Malajsii, turnaj Mardeka v Kuala Lumpur v roce 1987 vyhrál československý tým.

## Trenérská kariéra
Jako trenér začal v Mostu v roce 2002. Poté si vyzkoušel trénovat v zahraničním klubu, jeho působištěm se stali indonéské týmy Persigo a PSM Makassar, se kterým získal dva tituly . V sezóně 2005-6 působil jako asistent Karla Jarolíma v Slavii Praha, který ho oslovil s nabídkou, v roli asistenta působil rok a půl, poté odjel trénovat do Indonésie klub Arema. Po dvou letech se do Slavie vrátil, pracoval na pozici trenéra B-týmu a byl veden jako trenér mládeže. V roce 2010 následoval další odjezd do Indonésie, kde opět vedl klub Arema. V době tragédie trénoval klub Persebaya 1927.
Přestože v klubu PSM Makassar působil již téměř před deseti lety, i na úvodní straně tohoto klubu se po jeho smrti objevila vzpomínka s na Miroslava Janů. Vedle textu
Manajemen, Pelatih, Pemain, dan Ofisial PSM Makassar mengucapkan turut berduka cita atas berpulangnya mantan Pelatih PSM, Miroslav Janů diusia ke-53.
Semoga amal kebaikannya diterima disisi Tuhan YME.
se objevilo jeho foto a hořící svíce. V textu se zhruba říká, že Vedení klubu, trenéři, hráči a činovníci se loučí s bývalým trenérem, který zemřel ve věku 53 let. Doufají v laskavost Hospodina.

## Ligová bilance
| Ročník                                   | Zápasy | Góly | Klub            |
| ---------------------------------------- | ------ | ---- | --------------- |
| 1. československá fotbalová liga 1978/79 | 2      | 0    | Slavia Praha    |
| 1. československá fotbalová liga 1981/82 | 24     | 0    | Slavia Praha    |
| 1. československá fotbalová liga 1982/83 | 28     | 0    | Slavia Praha    |
| 1. československá fotbalová liga 1983/84 | 30     | 1    | Slavia Praha    |
| 1. československá fotbalová liga 1984/85 | 27     | 3    | Slavia Praha    |
| 1. československá fotbalová liga 1985/86 | 29     | 1    | Slavia Praha    |
| 1. československá fotbalová liga 1986/87 | 28     | 0    | Slavia Praha    |
| 1. československá fotbalová liga 1987/88 | 28     | 0    | Slavia Praha    |
| 1. československá fotbalová liga 1988/89 | 5      | 0    | Slavia Praha    |
| 1. československá fotbalová liga 1988/89 | 15     | 0    | Bohemians Praha |
| 1. československá fotbalová liga 1989/90 | 20     | 0    | Bohemians Praha |
| 1. československá fotbalová liga 1992/93 | 4      | 0    | Bohemians Praha |
| CELKEM                                   | 240    | 5    |                 |